# Sosigène (sophiste)
Pour les articles homonymes, voir Sosigène.
Sosigène de Pallène, en grec ancien Σωσιγένης, est un sophiste et homme politique grec du IIe siècle. 

## Notice historique
Il n’est connu que par quelques mentions intéressantes par rapport à son archontat, estimé vers 185/184, illustrant la possibilité d'occuper ce poste avant l'âge de 30ans.